# كرنبورن (باركشير)
كرنبورن (بالإنجليزية: Cranbourne, Berkshire)‏ هي قرية تقع في المملكة المتحدة في جنوب شرق إنجلترا.